# Kerbela kormányzóság

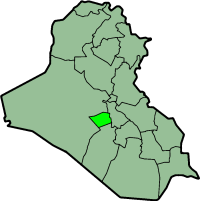
Kerbela kormányzóság elhelyezkedése Irakban

Kerbela kormányzóság (arab betűkkel محافظة كربلاء [Muḥāfaẓat Karbalāʾ]) Irak 18 kormányzóságának egyike az ország középső részén. Északon és nyugaton Anbár, keleten Bábil, délen pedig Nedzsef kormányzóság határolja. Székhelye Kerbela városa.

## Fordítás
Ez a szócikk részben vagy egészben  a(z)   كربلاء (محافظة) című arab Wikipédia-szócikk fordításán alapul.  Az eredeti cikk szerkesztőit annak laptörténete sorolja fel. Ez a jelzés csupán a megfogalmazás eredetét és a szerzői jogokat jelzi, nem szolgál a cikkben szereplő információk forrásmegjelöléseként.